# Jaltomata nitida
Jaltomata nitida là loài thực vật có hoa trong họ Cà. Loài này được (Bitter) Mione mô tả khoa học đầu tiên năm 1999.